# Wespe
Ne doit pas être confondu avec Wespes.
Le SdKfz 124 Wespe (en allemand : guêpe) (ou Leichte Feldhaubitze 18 auf Fahrgestell Panzerkampfwagen II) est un canon automoteur allemand développé et utilisé pendant la Seconde Guerre mondiale. Il était basé sur le châssis du char Panzer II.

## Histoire
En 1940, au cours de la bataille de France, il devient évident que le char principal des forces allemandes, le Panzer II, est désormais obsolète. Bien que mécaniquement fiable, son canon principal de calibre 20 mm est insuffisant et son blindage trop mince. De fait, remplacé par ses successeurs, les Panzer III et Panzer IV, le Panzer II est cantonné à des missions de maintien de l'ordre ou tout simplement retiré du service actif.
La société Alkett est sollicitée en 1942 pour concevoir un canon automoteur capable de suivre la progression des autres panzers. L'adjonction d'un obusier de 10,5 cm leFH 18M L/28 sur le châssis du Panzer II sert alors de base à une conversion des plus efficaces et des moins onéreuses alors disponibles au sein de la Wehrmacht.

## Conception
La conception du Wespe fut simple et rapide. Il s'agit simplement de prendre un Panzer II, lui ôter sa tourelle, déplacer le bloc moteur à l'avant, et rapporter l'obusier auquel on a ajouté un bouclier de blindage, sur l'avant et sur les côtés. Comme pour le Marder II, le passage à l'avant du bloc moteur est censé compenser le recul lors du tir ; mais ici, on complète le dispositif en renforçant le train de roulement et les suspensions, auxquelles on ajoute une butée.
Le 14 juillet 1942, la Panzer-Kommission approuve le concept, et Hitler fait de même le 25 du même mois. Le Wespe est produit dans différentes usines, essentiellement en Pologne.

## Au combat
Le Wespe est engagé pour la première fois au printemps 1943 sur le front de l'Est et se montre si efficace que Hitler ordonne de réserver tout le stock de Panzer II uniquement pour le Wespe, abandonnant d’autres productions comme le Marder II. Le Wespe équipe également les deux divisions de l'Afrikakorps[réf. nécessaire].
Le Wespe reste en production de février 1943 jusqu’à la mi-1944, lorsque les forces soviétiques capturent les usines allemandes dans la Pologne actuelle. À cette date, sur les 1 000 exemplaires commandés à la Fahrzeug und Motoren-Werke (FAMO) (en), 662 Wespe avaient été produits. Il convient d'ajouter à ce chiffre les 158 exemplaires non armés, baptisés Munitions Selbstfahrlafette auf Fahrgestell Panzer II, servant de véhicules de ravitaillement en munitions. La réalisation de ces véhicules de ravitaillement s'explique par l'étroitesse de la caisse du Wespe, qui emporte 32 coups, et son accompagnement non armé lui apporte un complément de 90 coups. La reconversion de l'une en l'autre de ces versions, très rapide à réaliser, peut être effectuée directement à l'arrière du champ de bataille.

## Véhicules survivants
- Un exemplaire est exposé au Deutsches Panzermuseum à Munster en Allemagne[4]
- Un exemplaire est exposé au musée des blindés de Saumur en France[4]
- Un exemplaire est exposé au musée des blindés de Kubinka en Russie[4]
- Au musée mémorial de la Bataille de Normandie à Bayeux en France[4], une épave d'un Wespe a été incluse dans un diorama de la bataille de la poche de Falaise. Le véhicule présenté a été effectivement détruit dans la poche de Falaise en août 1944.
- Une réplique, copie de l'original, faite pour le film Un pont trop loin, est présentée au musée automobile et technologique de Sinsheim en Allemagne[5].
- Un exemplaire est en cours de restauration à l'Australian Armour and Artillery Museum (en) en Australie.[réf. nécessaire]

## Galerie

### Quelques vues du Wespe

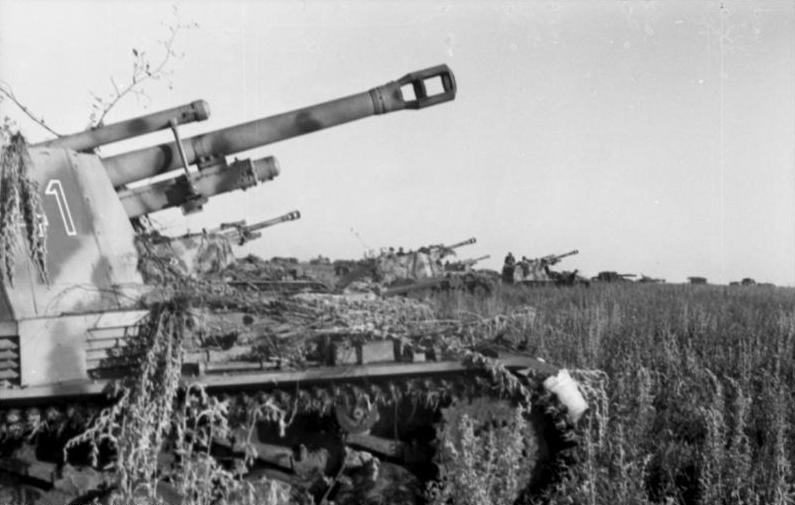
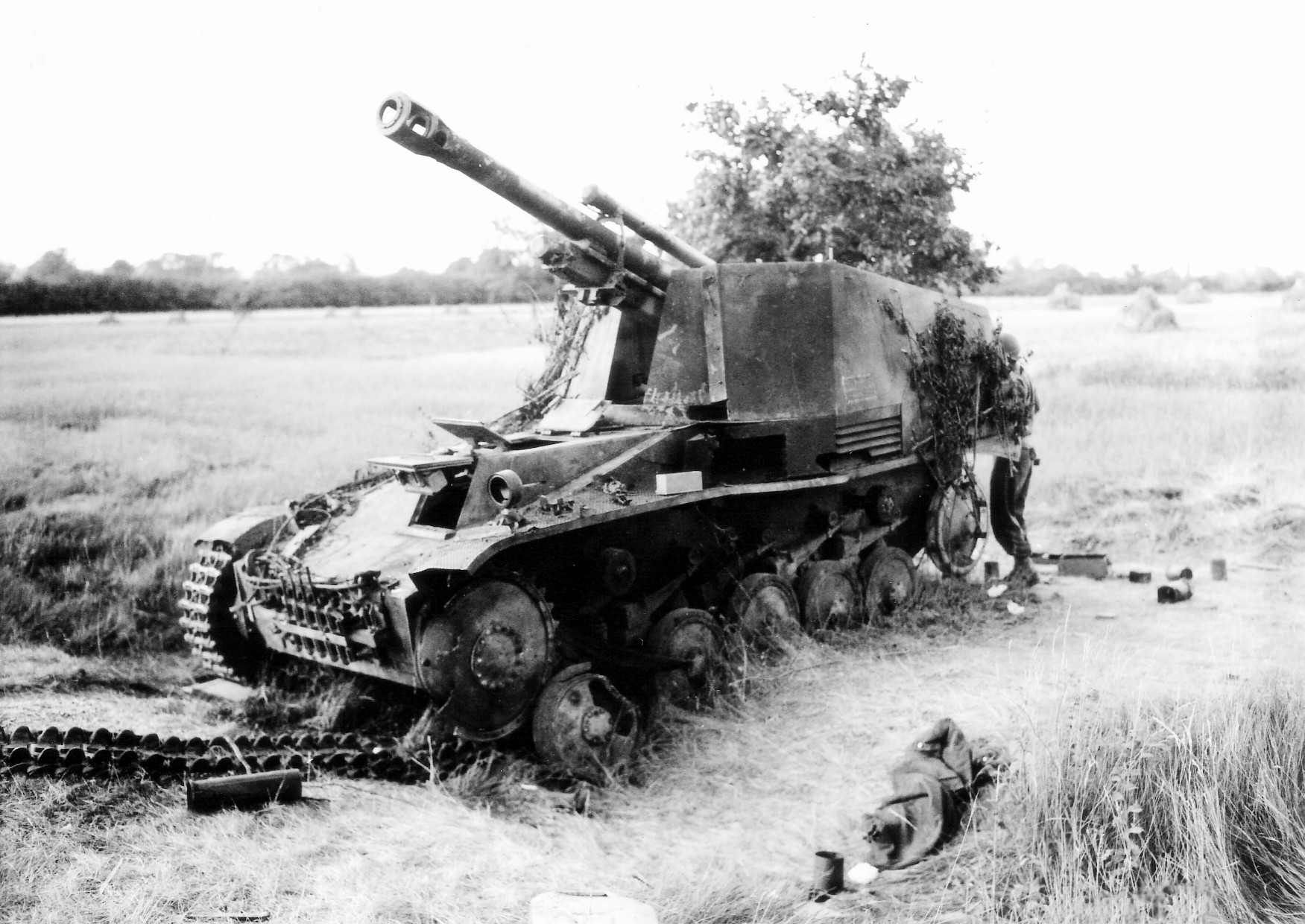
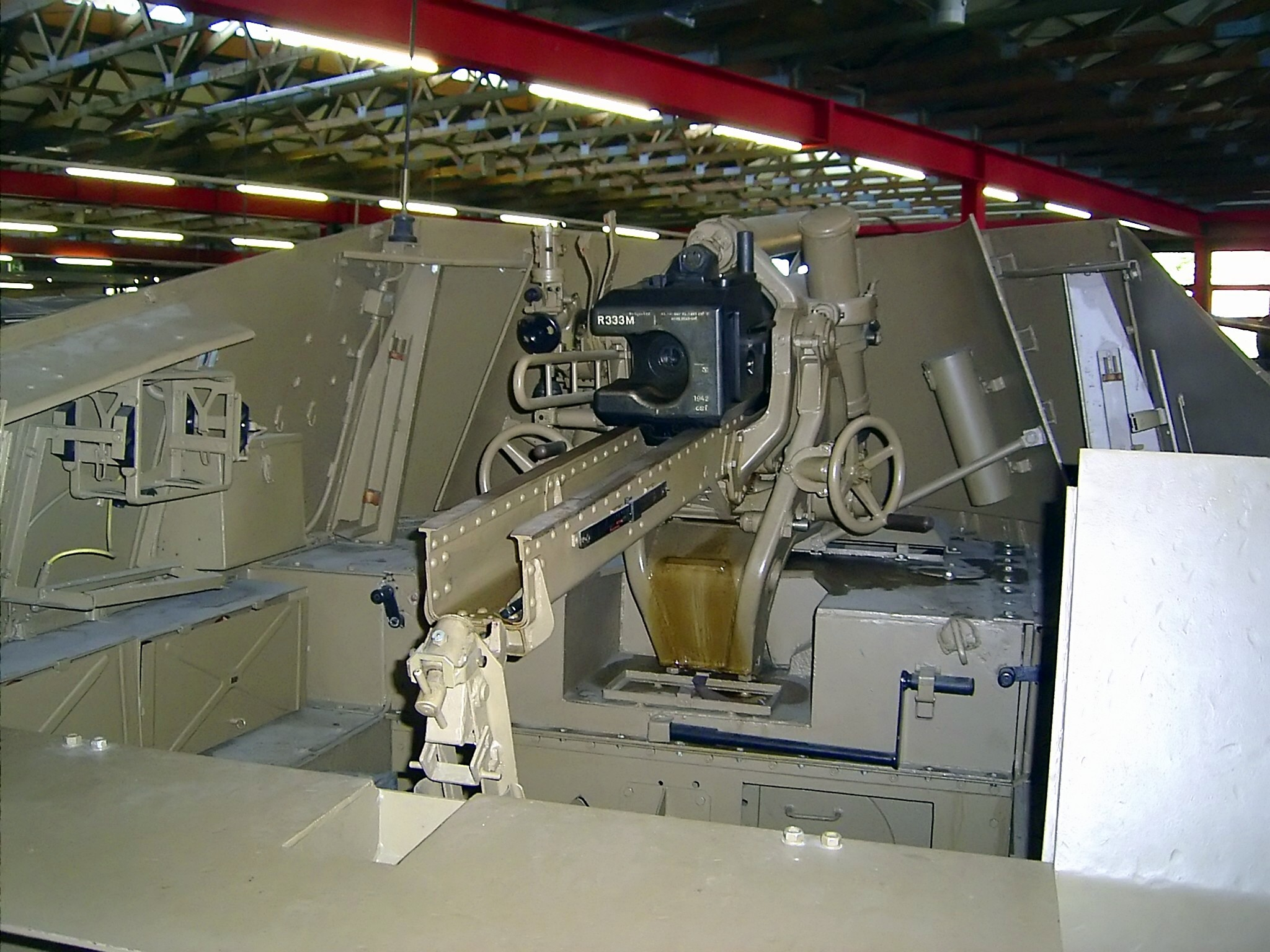
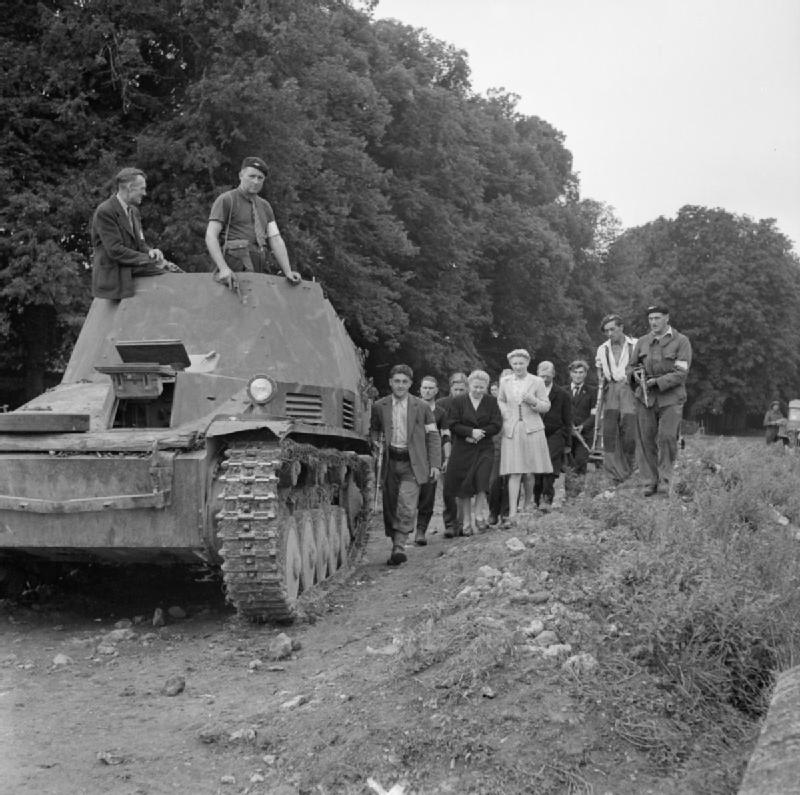

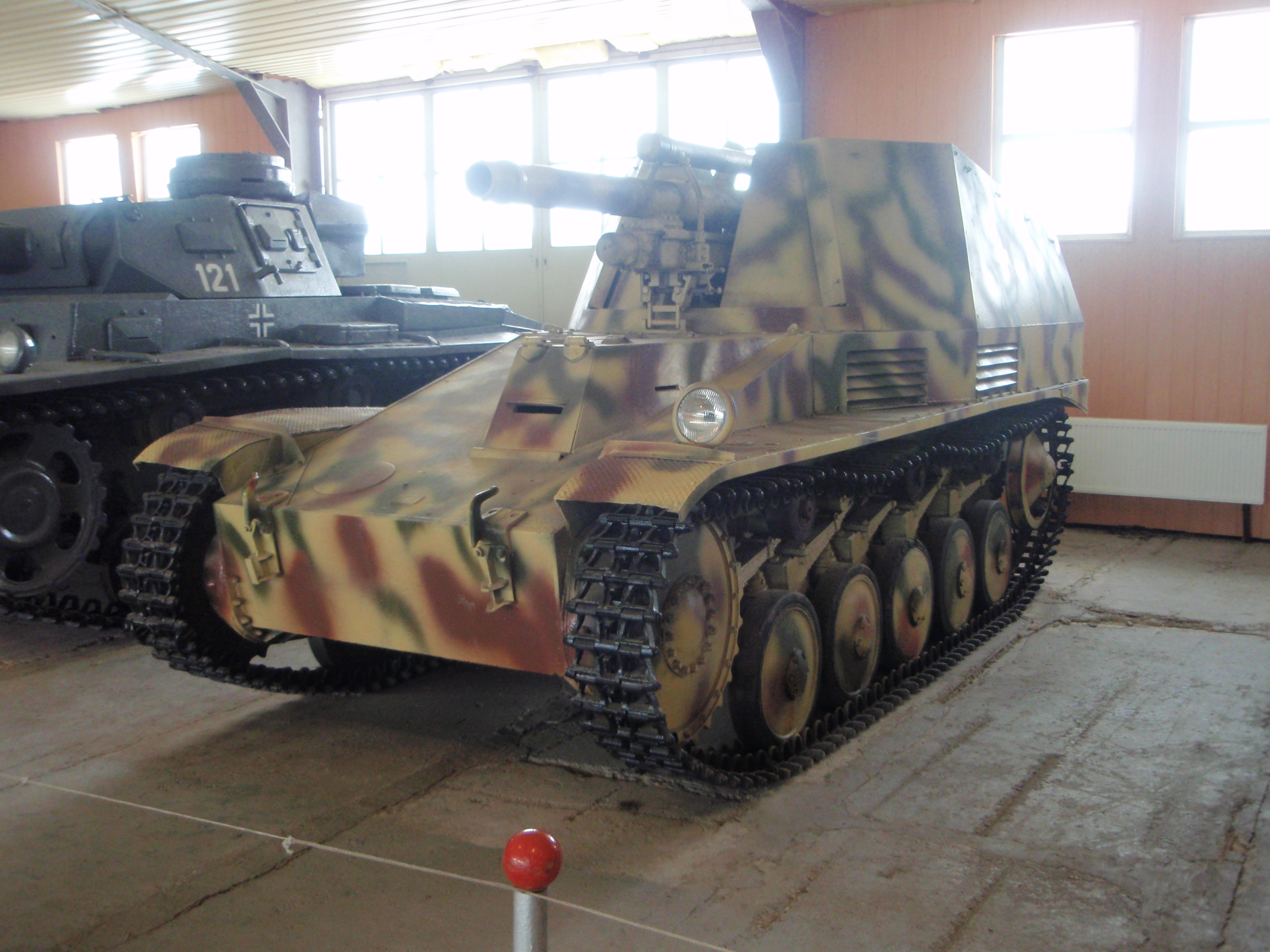
Musée des Blindés de Koubinka, Russie
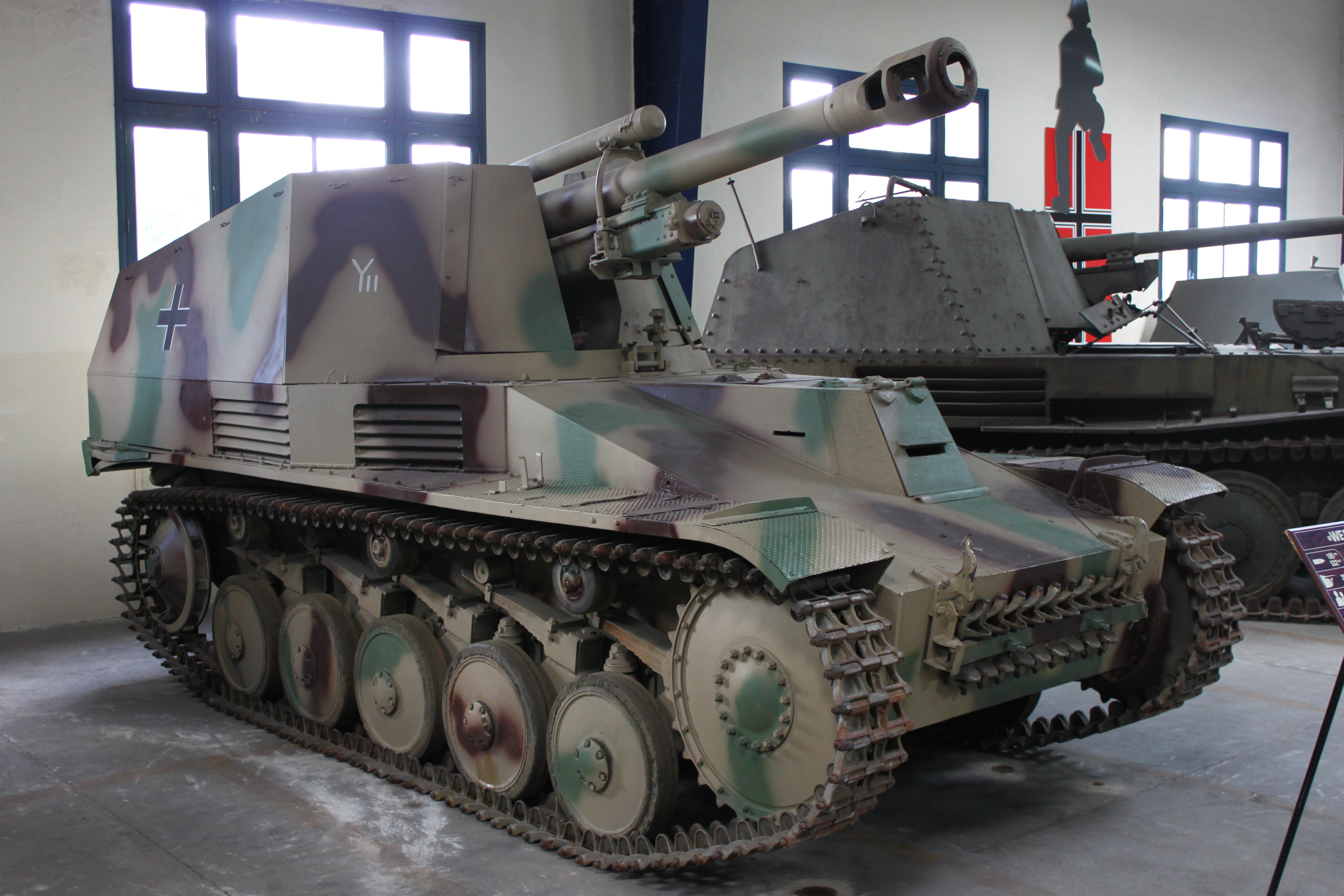
Musée des Blindés de Saumur, France
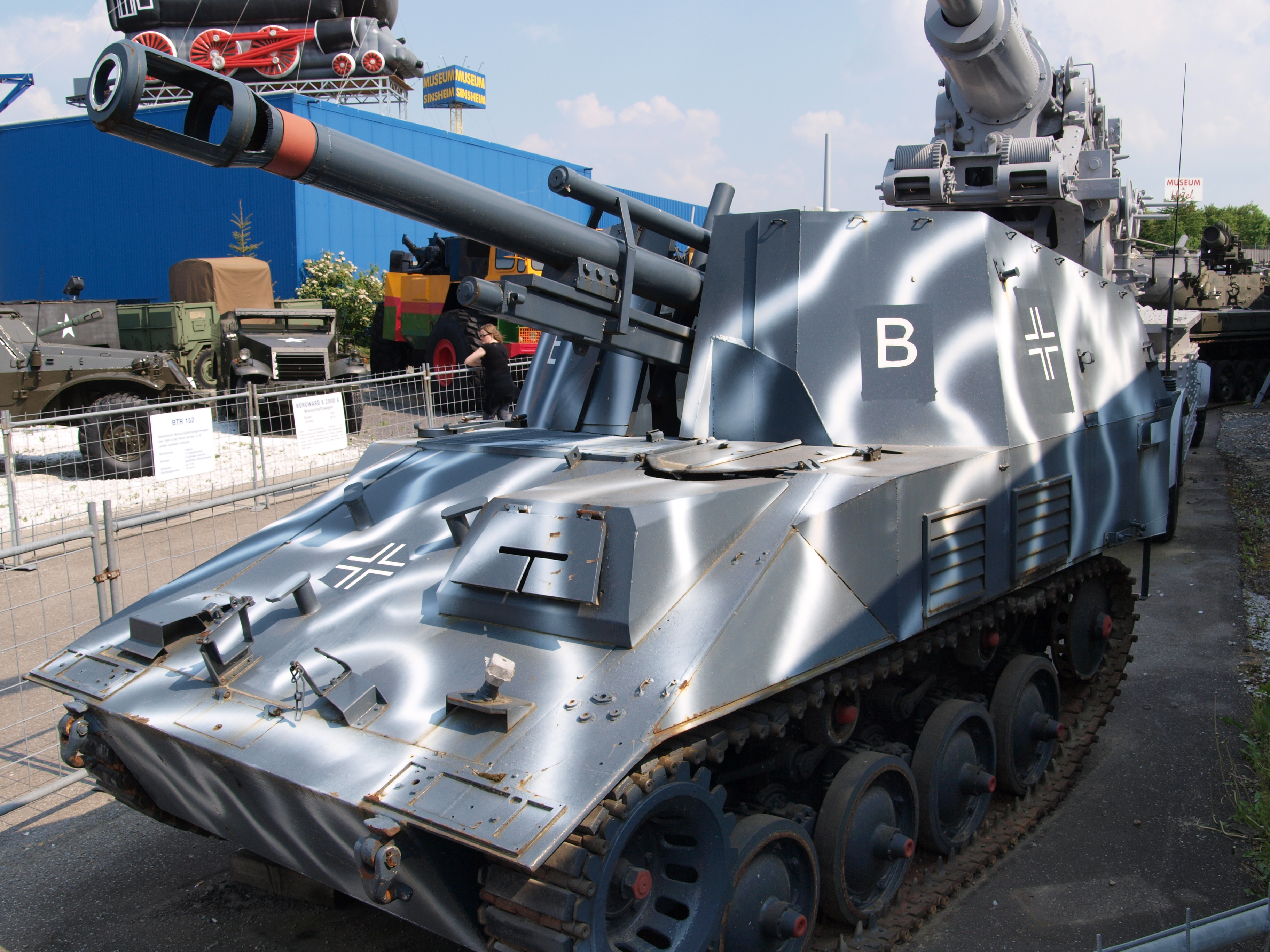
Réplique au Musée automobile et technologique de Sinsheim, Allemagne